# Yeni-Kale
Yeni-Kale es una fortaleza localizada en Crimea. Yeni-Kale fue construido por los turcos otomanos en 1699-1706 en la península de Kerch, que perteneció al kanato de Crimea.

## Historia
La edificación fue construida bajo la dirección de Goloppo, un italiano converso al islam. Varios ingenieros franceses también participaron en la construcción.
Durante la guerra ruso-turca de 1768-1774 el ejército ruso invadió Crimea, en el verano de 1771. A pesar de los refuerzos del Imperio otomano, los turcos decidieron abandonar Yeni-Kale. Las unidades rusas bajo el mando del general Nikolai Borzov entraron en la fortaleza el 21 de junio de 1771. Muhammad Abaza Pasha, un comandante de Yeni-Kale huyó a Sinop y el sultán le condenó a muerte por el número de fracasos militares. Después del Tratado de Küçük Kaynarca en 1774, Kerch y la fortaleza de Yeni-Kale fueron cedidas a Rusia. La fortaleza se convirtió en una parte de la municipalidad de la ciudad de Kerch-Yenikale. En el siglo XIX la fortaleza fue usada por los rusos como un hospital militar. Desde 1880, Yeni-Kale estaba completamente desierta.